# Membras analis
Membras analis är en fiskart som först beskrevs av Schultz, 1948.  Membras analis ingår i släktet Membras och familjen Atherinopsidae. Inga underarter finns listade i Catalogue of Life.